# Danny Ecker
Danny Ecker, né le 21 juillet 1977 à Leverkusen, est un athlète allemand, pratiquant le saut à la perche.
Il est le fils de Heide Rosendahl, championne olympique en 1972.

## Palmarès

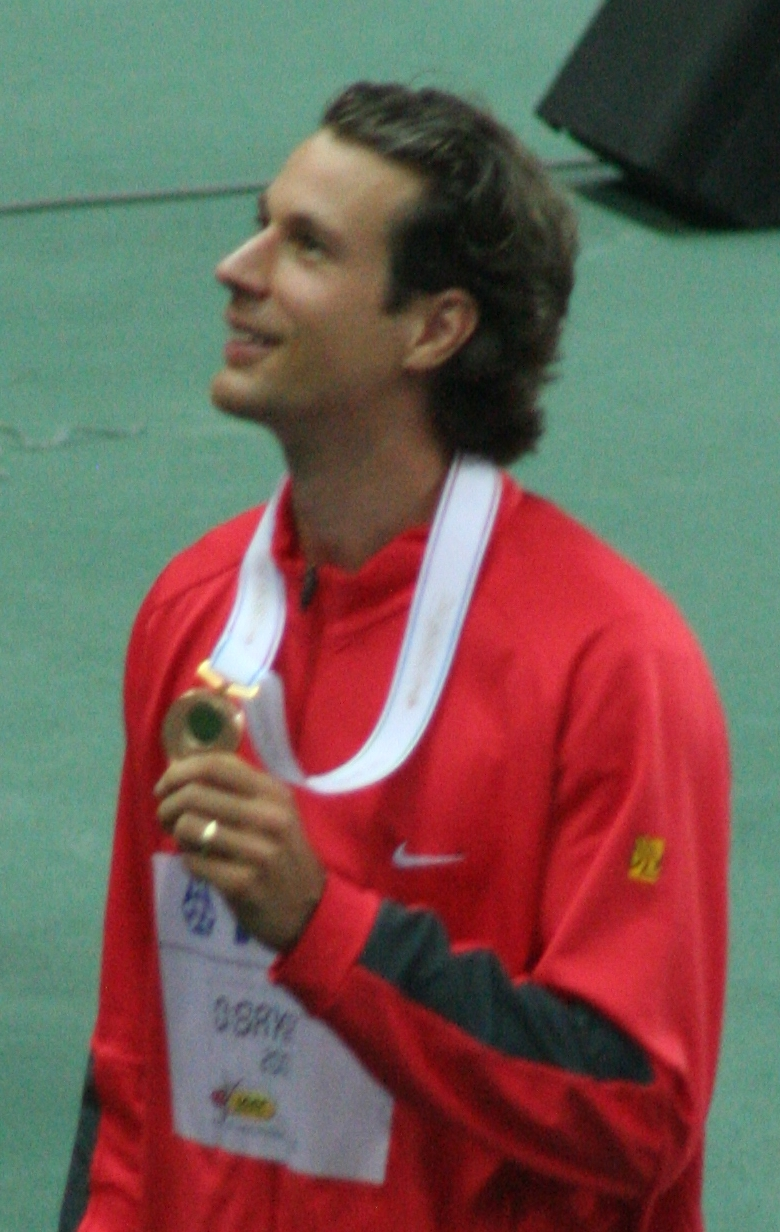
Danny Ecker à Osaka en 2007

### Jeux olympiques d'été
- Jeux olympiques d'été de 2000 à Sydney ( Australie)
  - 8e au saut à la perche
- Jeux olympiques d'été de 2004 à Athènes ( Grèce)
  - 5e au saut à la perche

### Championnats du monde d'athlétisme
- Championnats du monde d'athlétisme de 1999 à Séville ( Espagne)
  - 4e au saut à la perche
- Championnats du monde d'athlétisme de 2005 à Helsinki ( Finlande)
  - participation à la finale du saut à la perche (aucun saut valable)
- Championnats du monde d'athlétisme de 2007 à Osaka ( Japon)
  -  Médaille de bronze au saut à la perche

### Championnats du monde d'athlétisme en salle
- Championnats du monde d'athlétisme en salle de 1999 à Maebashi ( Japon)
  - éliminé en qualifications du saut à la perche

### Championnats d'Europe d'athlétisme
- Championnats d'Europe d'athlétisme de 1998 à Budapest ( Hongrie)
  - 4e au saut à la perche

### Championnats d'Europe d'athlétisme en salle
- Championnats d'Europe d'athlétisme en salle de 1998 à Valence ( Espagne)
  -  Médaille de bronze au saut à la perche
- Championnats d'Europe d'athlétisme en salle de 2007 à Birmingham ( Royaume-Uni)
  -  Médaille d'or au saut à la perche

## Sources
- (en) Cet article est partiellement ou en totalité issu de l’article de Wikipédia en anglais intitulé « Danny Ecker » (voir la liste des auteurs).